# بابان (حلب)
بوبان  قرية سوريّة تتبع إداريّاً لمحافظة حلب منطقة عين العرب ناحية مركز عين العرب، بلغ تعداد سكانها 660 نسمة حسب التعداد السكاني لعام 2004.